# Irena Klepfisz
Irena Klepfisz (Varsovia, 17 de abril de 1941) es una escritora, académica y activista lesbiana judía.

## Trayectoria
Klepfisz nació en el gueto de Varsovia el 17 de abril de 1941, hija de Rose Klepfisz (de soltera Shoshana Perczykow) y Michał Klepfisz, miembro del Partido Laborista Judío (en yidis: Algemayner Yidisher Arbeter-bund).  A finales de abril de 1943, cuando acababa de cumplir dos años, su padre fue asesinado el segundo día del Levantamiento del gueto de Varsovia.
A principios de 1943, el padre de Klepfisz había sacado a Irena y a su madre del gueto; Irena fue internada en un orfanato católico, mientras que su madre, con documentación falsa, trabajaba como criada para una familia polaca. Tras el levantamiento, su madre la sacó del orfanato y huyó con ella a la campiña polaca, donde sobrevivieron a la Segunda Guerra Mundial escondiéndose y ocultando su identidad judía, ayudadas por campesinos polacos.  Tras la guerra, el resto de la familia se trasladó brevemente a Lodz antes de mudarse a Suecia en 1946. Irena y su madre emigraron a Estados Unidos en 1949.
Klepfisz asistió al City College de Nueva York y estudió con el lingüista yiddish Max Weinreich, fundador del Instituto YIVO de Investigación Judía.  Klepfisz se graduó con honores en inglés y yiddish. En 1963, asistió a la Universidad de Chicago para realizar estudios de posgrado en literatura inglesa.  Obtuvo su doctorado en inglés en 1970.
Irena Klepfisz ha enseñado inglés, yiddish y estudios de la mujer. En 2018, se retiró de su puesto como profesora en Barnard en la ciudad de Nueva York.

### Especialista en yidis
Aunque Klepfisz es reconocida como estudiosa del yidis, su מאַמע־לשון ( mame-loshn, "lengua materna") era el polaco; de niña también aprendió sueco. Comenzó a aprender yidis en Łódź en la escuela primaria después de la Segunda Guerra Mundial. Aprendió inglés tras emigrar a los Estados Unidos. En The Tribe of Dina: A Jewish Women's Anthology, que coeditó con Melanie Kaye/Kantrowitz, describió la experiencia, hasta los 16 o 17 años, de no tener "ningún idioma en el que estuviera completamente arraigada".
Es reconocida por sus traducciones de los poetas yiddish Kadya Molodowsky y Fradl Shtok.

## Activismo
Klepfisz ha trabajado como activista en comunidades feministas, lesbianas y judías seculares. Participó activamente en la Nueva Agenda Judía (1980-1992) y fue la última directora ejecutiva.  También fue cofundadora del The Jewish Women's Committee to End the Occupation of the West Bank and Gaza (Comité de Mujeres Judías para Poner Fin a la Ocupación de Cisjordania y Gaza) (JWCEO). Junto con Nancy Bereano, Evelyn T. Beck, Bernice Mennis, Adrienne Rich y Melanie Kaye/Kantrowitz, fue miembro de Di Vilde Chayes (Las Bestias Salvajes), un grupo feminista lésbico judío que examinó y respondió a cuestiones políticas en el Medio Oriente, así como al antisemitismo. 

## Obras
Klepfisz empezó a publicar sus poemas en 1971. Fue editora fundadora de Conditions, una revista feminista que hacía hincapié en los escritos de lesbianas, y también fue coeditora de The Tribe of Dina: A Jewish Women's Anthology (la otra coeditora era Melanie Kaye/Kantrowitz). Ha colaborado en la revista feminista judía Bridges, y escribió la introducción de Found Treasures: Stories by Yiddish Women Writers. En 1985 se publicó una colección de poesía y prosa de Klepfisz bajo el título Different Enclosures.
También es autora de una colección de ensayos, Dreams of an Insomniac: Jewish Feminist Essays, Speeches and Diatribes, publicada por la editorial The Eighth Mountain Press. Es autora de A Few Words in the Mother Tongue: Poems Selected and New prologado por Adrienne Rich), publicado por The Eighth Mountain Press, nominado al Premio Lamda de Poesía en 1990.
En el otoño de 2022, Wesleyan University Press publicó Her Birth and Later Years: Poems New and Collected 1971-2021 de Klepfisz, que ganó el Premio Audre Lorde de poesía lésbica de 2023 y fue finalista del Premio Nacional del Libro Judío de Poesía de 2022.